# Ferrovia Feldkirch-Buchs

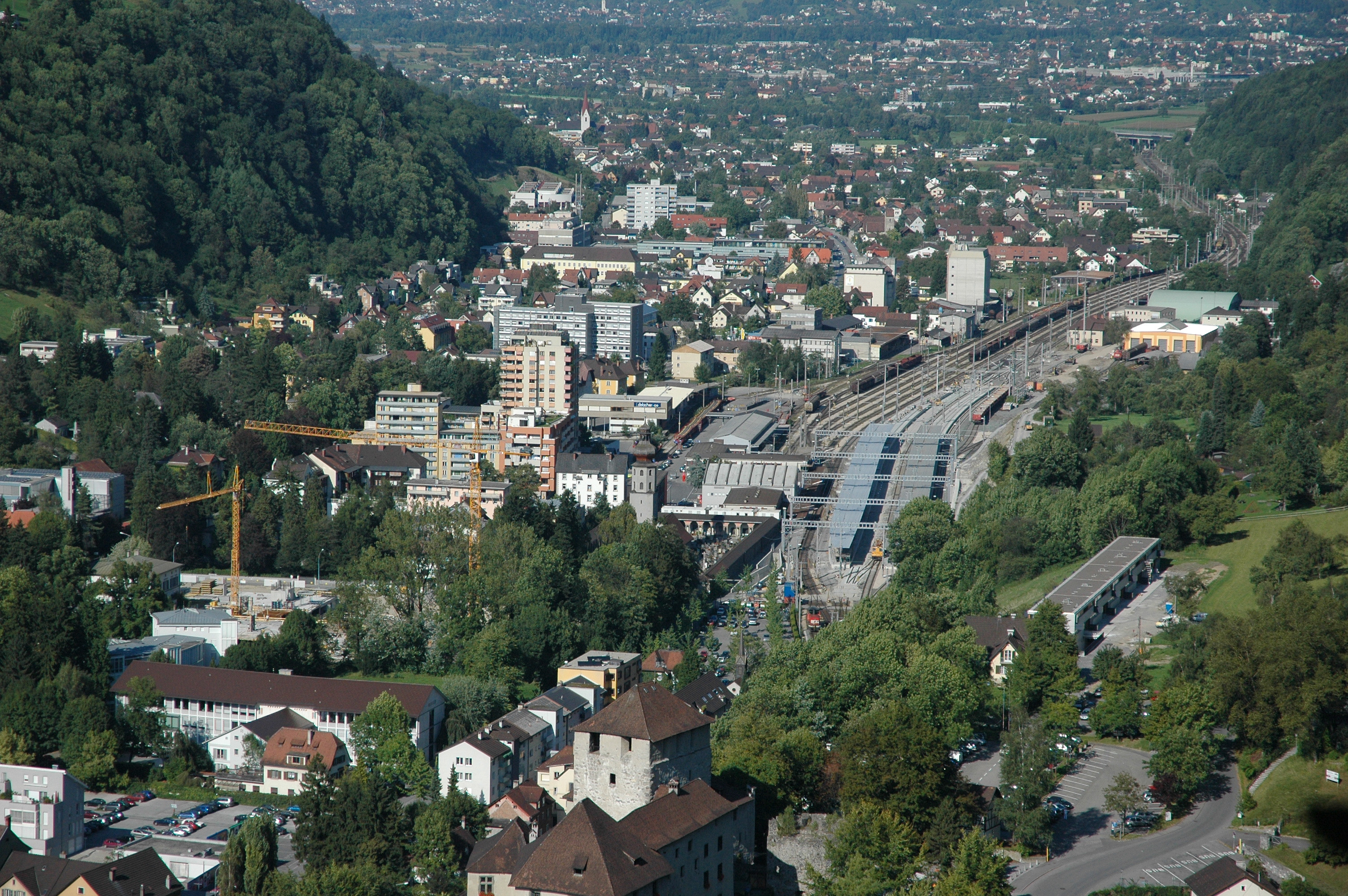
Stazione di Feldkirch vista dall'alto

La ferrovia Feldkirch–Buchs, (detta in tedesco Liechtensteiner Bahn), è una ferrovia internazionale, a semplice binario ed elettrificata, che unisce Austria e Svizzera attraversando il Liechtenstein. La linea, che è gestita dalle ÖBB, ha origine a Feldkirch, nella regione del Vorarlberg, attraversa Schaan e raggiunge Buchs. La sua lunghezza è di 18,5 km; di questi 9 km si trovano in Liechtenstein e ne costituiscono l'unica ferrovia. 

## Storia
La ferrovia Feldkirch–Buchs venne aperta nel 1872 come collegamento tra il cantone di San Gallo e la ferrovia del Vorarlberg. Nel 1926 venne elettrificata a corrente alternata come le linee dell'Arlberg e del Vorarlberg.
Il servizio ferroviario di frontiera tra la regione di Werdenberg, il principato del Liechtenstein e il Vorarlberg ha avuto nel tempo un basso potenziale; fino al 2008 la linea ferroviaria tra il Vorarlberg, Feldkirch e Buchs è stata utilizzata dalle ÖBB da dieci coppie di Regionalzug al giorno, connettendo Buchs, Schaan e Feldkirch in maniera irregolare. Il percorso totalmente a binario unico e gli impianti e le stazioni obsoleti hanno spostato il trasporto pubblico tra queste regioni sempre più verso gli autobus e il trasporto privato, con sempre maggiori difficoltà di circolazione nelle ore di punta.
Nel giugno del 2008 il Canton San Gallo, il Vorarlberg e il Liechtenstein si accordarono su un progetto di potenziamento del corridoio Buchs–Feldkirch con un costo stimato di 50 milioni di euro.
Il progetto S-Bahn FL.A.CH, la cui realizzazione era prevista per il 2015, avrebbe creato un servizio ferroviario internazionale. In prima fase con un'offerta cadenzata ogni mezz'ora nelle ore di punta strettamente subordinata all'attivazione del doppio binario tra Tisis-Nendeln (6 km). L'origine d'orario a Buchs e a Feldkirch sarebbe stata stabilita ai minuti 15 e 45 di ogni ora garantendo coincidenze per Sankt Margrethen e Sargans, così come per Bregenz e Bludenz. Nel periodo 2009-2013 il programma del Cantone di San Gallo prevedeva di aumentare il numero di treni supplementari sul corridoio di competenza FFS, Sargans - Buchs con un'opzione per l'estensione Sargans - Coira.
Il progetto fu approvato dal Liechtenstein e dall'Austria con una lettera di intenti firmata nell'aprile 2020 con l'intento di terminare i lavori nel 2027 al costo stimato di €187 milioni.

## Percorso
| Continuation backward |

| Station on track |

| Unknown route-map component "CONTgq" | Unknown route-map component "ABZgr" |  |

| Stop on track |

| Unknown route-map component "exCONTgq" | Unknown route-map component "eABZg+r" |  |

| Stop on track |

| Small non-passenger station on track |

| Small non-passenger station on track |

| Unknown route-map component "hKRZWae" |

| Stop on track |

| Unknown route-map component "dGRZq" | Unknown route-map component "GRZq" + Restricted border on track | Unknown route-map component "dGRZq" |

| Stop on track |

| Station on track |

| Stop on track |

| Stop on track |

| Unknown route-map component "dWASSERq" | Unknown route-map component "TZOLLWo" | Unknown route-map component "dWASSERq" |

| Unknown route-map component "SKRZ-Ao" |

| Unknown route-map component "EIU" |

|  | Unknown route-map component "ABZg+l" | Unknown route-map component "CONTfq" |

| Station on track |

| Continuation forward |